# Мускульда
Мускульда, Мускульды — упразднённая деревня Караидельского района Башкирской АССР. Существовала до 1950-х годов, когда вошла в черту посёлка Магинск, ныне микрорайон в селе (с 2005 года) Магинск в Караидельском районе Республики Башкортостан Российской Федерации. Входила на момент упразднения в состав Ново-Янсаитовского сельсовета.

## География
Расположено на р. Уфе (ныне на берегу Павловского водохранилища).

### Географическое положение
Расстояние до:
- районного центра (Караидель): 15 км,
- ближайшей ж/д станции (Щучье Озеро): 95 км.

## История
Основана после 1870 башкирами-вотчинниками в Байкибашевской волости Бирского уезда. В 1896 зафиксирована как выселок с лесной пристанью, в 29 дворах проживало 147 человек.
В 1950-е гг. вошла в состав посёлка Магинск.

## Население
В 1896—147 человек, в 1902—118, 1906—156, в 1920—210, в 1939—242.

### Национальный состав
В 1917 помимо 41 башкирского двора (с населением 225 чел.), учтены также 6 мишарских (30 чел.) и 1 русский (5 чел.) дворы.

## Инфраструктура
В 1906 отмечена бакалейная лавка.